# Doğan Alemdar
Doğan Alemdar (ur. 29 października 2002 w Kayseri) – turecki piłkarz występujący na pozycji bramkarza we francuskim klubie Troyes AC, do którego jest wypożyczony ze Rennes oraz w reprezentacji Turcji do lat 21. Wychowanek Kayserisporu.